# Krysten Ritter

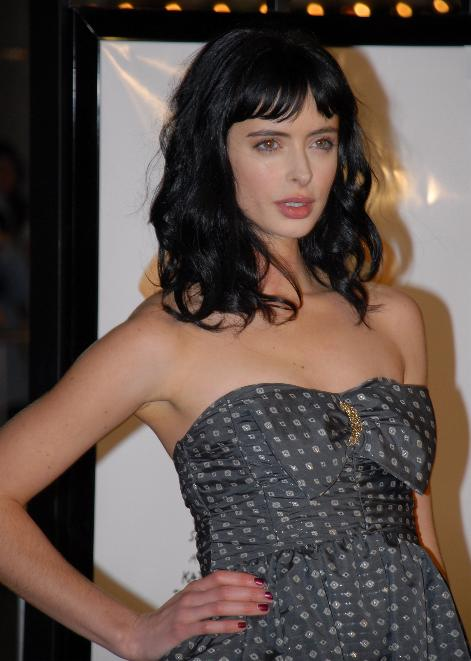
Krysten Ritter (2008)

Krysten Alice Ritter (ur. 16 grudnia 1981 w Bloomsburgu) – amerykańska aktorka oraz modelka.

## Życiorys
Pojawiła się w filmach Wyznania zakupoholiczki, Co się zdarzyło w Las Vegas, 27 sukienek oraz w serialach Kochane kłopoty, Weronika Mars czy Dopóki śmierć nas nie rozłączy. W latach 2012–2013 grała rolę Chloe w serialu komediowym ABC Nie zadzieraj z zołzą spod 23. W latach 2015–2019 grała tytułową rolę w serialu Jessica Jones.

## Filmografia
- 2004: Tylko jedno życie jako Kay
- 2005–2006: Weronika Mars jako Gia Goodman
- 2006–2007: Kochane kłopoty jako Lucy
- 2006–2007: Dopóki śmierć nas nie rozłączy jako Allison Stark
- 2008: 27 sukienek jako Gina
- 2008: Co się zdarzyło w Las Vegas jako Kelly
- 2009: Plotkara jako Carol Rhodes (odcinek Valley Girls)
- 2009: Wyznania zakupoholiczki jako Suze Cleath-Stuart
- 2009–2010: Breaking Bad jako Jane Margolis[1]
- 2010: Dziewczyna z ekstraklasy jako Patty
- 2011: Nie ma lekko jako Kim
- 2012–2013: Nie zadzieraj z zołzą spod 23 (Don’t Trust the B—- in Apartment 23[1]) jako Chloe
- 2012: Wampirzyce jako Stacy
- 2014: Weronika Mars jako Gia Goodman
- 2014: Wielkie oczy jako DeAnn
- 2014: Czarna lista jako Rowan Mills
- 2015–2019: Jessica Jones jako Jessica Jones[1]
- 2017: Defenders jako Jessica Jones
- 2017: The Hero jako Lucy
- 2019: El Camino: Film Breaking Bad jako Jane Margolis
- 2021: Straszne historie (Nightbooks[1]) jako Natacha
- 2023: Miłość i śmierć (Love and Death[1]) jako Sherry Cleckler
- 2026: Daredevil: Odrodzenie jako Jessica Jones[2]